# Župnija Sv. Vid nad Cerknico
Župnija Sv. Vid nad Cerknico je rimskokatoliška teritorialna župnija dekanije Cerknica nadškofije Ljubljana. Zavetnik župnije je sv. Vid, mučenec. Župnija ima štiri podružnice: Sv. Jakob, Sv. Jurij, Sv. Andrej in Sv. Primož in Felicijan. Župnija je prvič omenjena leta 1717. Leži na Vidovski planoti z nadmorsko višino 846 m. Ima približno 650 prebivalcev, ki so raztreseni po okoliških hribih. V župniji deluje mešani in otroški pevski zbor ter mladinska skupina.

### Farne spominske plošče
V župniji so postavljene Farne spominske plošče, na katerih so imena vaščanov iz okoliških vasi, ki so padli nasilne smrti na protikomunistični strani v letih 1942-1945. Skupno je na ploščah 148 imen.

## Okoliške vasi
Beč, Bečaje, Cajnarje, Čohovo, Dolenje Otave, Gora, Gorenje otave, Hribljane, Hruškarje, Jeršiče, Korošče, Koščake, Kranjče, Kremenca, Krušče, Križišče, Lešnjake, Mahneti, Milava, Osredek, Pikovnik, Pirmane, Ponikve, Ravne, Reparje, Rudolfovo, Stražišče, Sveti Vid, Štrukljeva vas, Tavžlje, Zahrib, Zala, Zibovnik in Župeno.